# 尹彦利
尹彦利（1960年—），山东新泰人，汉族，中华人民共和国政治人物、第十二届全国人民代表大会吉林地区代表。
毕业于威斯康辛国际工商管理学院工商管理专业。2013年，被选为全国人大代表。